# Francastel
Francastel è un comune francese di 415 abitanti situato nel dipartimento dell'Oise della regione dell'Alta Francia.

## Società

### Evoluzione demografica

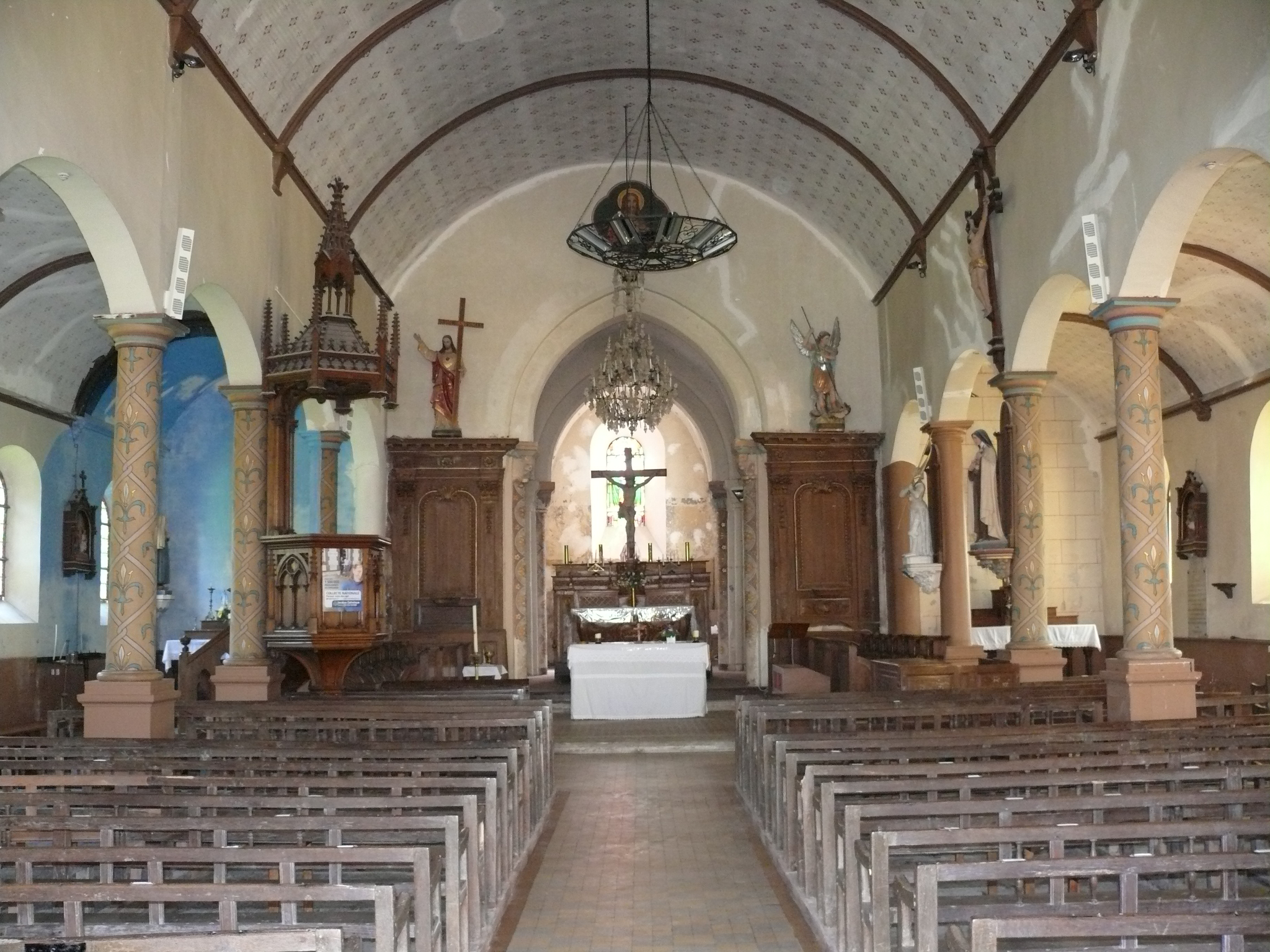
Interno della chiesa della natività

Abitanti censiti